# Jade Janisset
Jade Janisset, née à Saint-Étienne le 14 mars 1998, est une danseuse, interprète et chorégraphe française de danse contemporaine. Elle est connue pour avoir notamment participé au show télévisé Disney Dance Talents sur Disney Channel à l'âge de 15 ans,, d'où elle sortira finaliste. Adepte des concours internationaux, elle remporte par exemple en juillet 2018 le 3e prix au Concours international de Séoul avec sa chorégraphie Red Contact.

## Biographie
Jade Janisset passe son enfance et son adolescence à Monistrol-sur-Loire, en Haute-Loire. Scolarisée d'abord au lycée Notre-Dame du Château à Monistrol-sur-Loire, elle intègre ensuite en 2007 une école privée de danse jazz à Saint-Étienne, puis en 2014 le conservatoire de Lyon pour se former à la danse contemporaine. C'est en 2015, alors âgée de 17 ans, qu'elle intègre le Conservatoire national supérieur de musique et de danse de Paris où elle obtient son DNSP (diplôme national supérieur du danseur professionnel) en 2019.
Artiste complète, elle est danseuse, interprète et chorégraphe, ce qui lui permet notamment de remporter plusieurs prix en France, en Suisse et en Corée du Sud.
Elle fut invitée par Angelo Monaco en juillet 2018 à produire sa pièce Lamento au festival Dance in Biot à Biot (Alpes-Maritimes).
Passionnée par la danse, elle aime transmettre ce qu'elle sait au grand public, depuis 2010, elle accompagne des enfants âgés entre 10 et 13 ans dans la découverte de la danse[non neutre].
En octobre 2019, Richard Orlinski l'invite à danser au profit de l’association Princesse Margot, lors de son spectacle TÊTE(S) DE KONG! à la Comédie de Paris[pertinence contestée][source insuffisante]. Jade Janisset participe à 3 dates de la tournée[réf. nécessaire].

## Prix
- 2018 : 2e prix en mars 2018 au concours chorégraphique de Millau, danseuse-interprète-chorégraphe pour la pièce Lamento[7],[8] (composition personnelle)
- 2018 : 1er prix / Prix de S.A.R. la princesse de Hanovre en avril 2018 au concours international de danse de Monaco, danseuse-interprète-chorégraphe pour la pièce Lamento
- 2018 : 3e prix en juillet 2018 au Concours international de Séoul, danseuse-interprète-chorégraphe pour la pièce Red Contact (composition personnelle)
- 2019 : 1er prix à l'unanimité aux concours internationaux France et scène ouverte parisienne, pour la création de 2 pièces d'ensemble adultes et un duo au nom de la C-Jay Art Compagnie
- 2019 : 1er prix au concours international de la côte en Suisse pour la pièce Red Contact (composition personnelle) en tant que danseuse-interprète-chorégraphe

## Chorégraphies
- 2012 : Mirage
- 2014 : Le Parfum
- 2018 : Lamento
- 2019 : Red Contact